# 세바스티앙 (콩고)
세바스티앙(Sebastião, 1634년 4월 30일 ~ 1670년 8월 28일)은 17세기 콩고 왕국의 마니콩고이다.

## 생애
지난날 본부인 1명과 측실 3명을 거느렸던 조부 피에르 음벰바(Pierre Mbemba)의 슬하 3남 3녀 가운데 서얼 차남이었던 아버지 알바루 페드루 음벰바(Alvaro Pedro Mbemba) 前 콩고 왕국 총수상의 장남으로 출생한 그는 청년 시절이던 1651년에 결혼을 하여 사저에서 왕위에 관심 없이 15년이 넘도록 요리사로 활약하며 헐벗은 일반 서민들에게 무료 식사를 제공하는 등 콩고 왕국 상 살바도르의 성자로 일컬어졌으며 1670년 2월 15일을 기하여 이복 고모 아나 아폰수 데 레앙에 의해 왕위 계승자가 되었으며 1670년 4월 15일을 기하여 아나 아폰수 데 레앙에게 보위를 선위받아 왕위 등극하였으며 1670년 5월 25일을 기하여 친가친척 방계 조카뻘이자 콩고 왕국 총수상(prime minister)이었던 라파엘 공을 후계공으로 책봉하였다. 그러나 그는 32세 시절(1666년)부터 병약해진 탓에 결국 1670년 4월 15일에 왕위 등극을 한지 4개월만인 1670년 8월 28일을 기하여 향년 36세로 병사 붕어(病死 崩御)하였다.

## 사후
세바스티앙 1세 그의 붕어 이후 대행왕 세바스티앙 1세 군주 그에게 친가 촌수로 친가 방척 조카뻘이자 처가 촌수로 처숙부 사위(부인의 친정 사촌 제부)가 되는 라파엘 총수상 겸 후계공이 보위를 승계하였지만 세바스티앙 1세 그의 자녀(3남 2녀)들은 결국 왕궁을 나간 후 사가 별저에 복귀하였으며 부왕 세바스티앙 1세 그의 원래 첫 직업처럼 요리사로 활동하였고, 또한 왕위계승권 관련 서열에서도 제외되었다.